# Lissodendoryx mediterranea
Lissodendoryx mediterranea är en svampdjursart som först beskrevs av Sarà och Siribelli 1960.  Lissodendoryx mediterranea ingår i släktet Lissodendoryx och familjen Coelosphaeridae. Inga underarter finns listade i Catalogue of Life.